# Рибино (Артинський міський округ)
Ри́бино (рос. Рыбино) — присілок у складі Артинського міського округу Свердловської області.
Населення — 58 осіб (2010, 95 у 2002).
Національний склад станом на 2002 рік: росіяни — 84 %.